# Heterophyllium albicans
Heterophyllium albicans är en bladmossart som beskrevs av Thériot 1932. Heterophyllium albicans ingår i släktet Heterophyllium och familjen Sematophyllaceae. Inga underarter finns listade i Catalogue of Life.